# 26 avril 1935
Le vendredi 26 avril 1935 est le 116e jour de l'année 1935.

## Naissances
- Conrad Susa (mort le 21 novembre 2013), compositeur américain
- Horst Scheffler, peintre allemand
- Jerry F. Hough, politiste américain
- Lisbeth Delisle, sculpteur français
- Michel Scob (mort le 7 septembre 1995), coureur cycliste français

## Décès
- Charles Melley (né le 27 mars 1855), architecte et enseignant vaudois
- Edouard Noetzlin (né le 1er janvier 1848), banquier de nationalité helvétique
- Olaus Jeldness (né le 1er octobre 1856), sportif et mineur norvégien

## Événements
- France : première émission de télévision sur Radiovision-PTT ancêtre de TF1